# Украјински поетски филм
Украјински поетски филм (англ. Ukrainian poetic cinema) — смер у уметности који је настао у совјетској филмској продукцији средином 1960. година након пројекције филма «Тини забутих предкив» Сергија Параџанова. За разлику од класичног совјетског реалистичког филма, „украјински поетски филм“ на првом плану је имао визуализацију, сјурреалистичке и етнографске мотиве. Овај смер је оставио по себи неколико новаторских филмова, али и провоцирао је нову офанзиву совјетске идеологије на украјинске филмове, националну свест и нетрадиционалан приступ уметности.
„Украјински поетски филм“ у Украјини развија се највише 1960-1970. година. Аутор назива „украјински поетски филм“ је Јануш Газда 1970. године.
Више филмова из овог смера било је забрањено да се пројектују у ССР-у, и зато су они изашли на велике екране тек крајем 1980.  – на почетку 1990. година.

## Историја
На формирање овог смера у филмској индустрији утицао је период "одмрзавања" (1960. година). Поетски филм се најбоље показао у украјинској и грузијској филмској индустрији.
Специфичност поетског филма је почетак у форми приче, као и тежња ка метафорама и алегоријама.

## Редитељи
Најутицајнији редитељи овог смера су Сергиј Параџанов, Јуриј Илљенко, Леонид Осика, Микола Машченко и Борис Ивченко.

## Филмови
У категорију „украјинског поетског филма“ спадају 10 играних филмова периода 1960-1970. година. То су пре свега «Тини забутих предкив» Сергија Параџанова (1964), «Каминниј хрест» (1968) и «Захар Беркут» (1971) Леонида Осики, «Криницја дља спраглих» (1965), «Вечир на Ивана Купала» (1968) и «Билиј птах з чорноју ознакоју» (1971) Јурија Илљенка, «Совист» (1968) Володимира Денисенка, «Комисари» (1968) Миколи Машченка и «Пропала грамота» (1972) Бориса Ивченка.

## Уметничко наслеђе
У поетском филму велику улогу играју метафоре, алегорије и симболика. Зато су се касније људи поделили на две категорије: подржаваоци овог смера и противници. Али, у сваком случају представници поетског филма су значајно допринели развоју културе и филмске уметности у Украјини. 1980. година појављује се алтернативни смер – градска проза. Као и поетски филм, градска проза  се дотакла филозофских проблема човечанства. Одређени елементи украјинског поетског филма нађу се и у филмовима: «Вавилон XX» (1979) Ивана Миколајчука, «Лебедине озеро. Зона» (1989) Јурија Илљенка.